# Суха Каталена
Суха Каталена је насељено место у саставу града Ђурђевца у Копривничко-крижевачкој жупанији, Република Хрватска.

## Историја
До територијалне реорганизације у Хрватској налазила се у саставу старе општине Ђурђевац.

## Становништво
На попису становништва 2011. године, Суха Каталена је имала 337 становника.

## Попис1991.
На попису становништва 1991. године, насељено место Суха Каталена је имало 489 становника, следећег националног састава:
| Попис 1991.‍  | Попис 1991.‍  | Попис 1991.‍ | Попис 1991.‍ | Попис 1991.‍ |
| ------------ | ------------ | ----------- | ----------- | ----------- |
|              |              |             |             |             |
| Хрвати       | Хрвати       |             | 485         | 99,18%      |
| Југословени  | Југословени  |             | 2           | 0,40%       |
| неопредељени | неопредељени |             | 1           | 0,20%       |
| непознато    | непознато    |             | 1           | 0,20%       |
| укупно: 489  |              |             |             |             |